# WWE Women’s United States Championship
Die WWE Women's United States Championship (zu deutsch WWE US-Meisterschaft der Frauen) ist ein Wrestling-Titel der US-amerikanischen Promotion World Wrestling Entertainment (WWE). Er ist neben der WWE Women's Intercontinental Championship einer von zwei sekundären Frauentiteln im WWE-Hauptkader. Der Titel wurde am 14. Dezember 2024 ins Leben gerufen und wird bei SmackDown verteidigt. Die aktuelle Titelträgerin in ihrer ersten Regentschaft ist Giulia.

## Geschichte

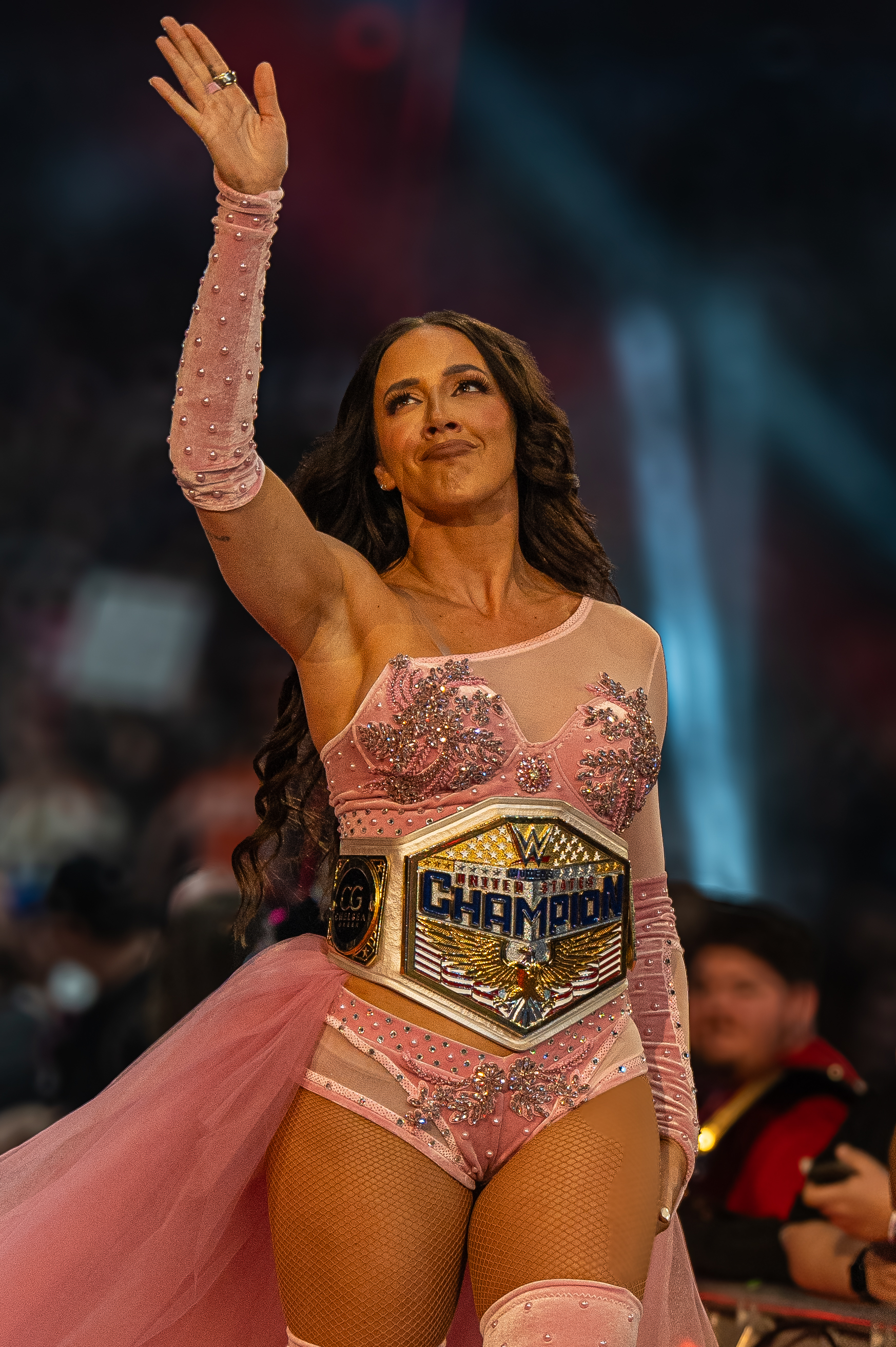
Die erste Titelträgerin Chelsea Green mit dem aktuellen Titeldesign

Die Wrestling-Promotion WWE wurde im April 1963 gegründet, hatte jedoch nie einen sekundären Frauentitel, bis im April 2024 die NXT Women’s North American Championship für die Entwicklungsbrand NXT eingeführt wurde. Am 8. November 2024 stellte der General Manager von WWE SmackDown Nick Aldis WWE Women's United States Championship als sekundären Titel für das Main Roster der Frauenabteilung vor. Die WWE Women's Intercontinental Championship wurde anschließend am 25. November für Raw eingeführt.
Der Titel wurde in einem Turnier ausgetragen. Das Finale bei Saturday Night's Main Event am 14. Dezember 2024 gewann Chelsea Green gegen Michin und wurde somit erste Titelträgerin.

## Turnier

### Eröffnungsturnier
Das Turnier zur Krönung der ersten WWE Women's United States Champion begann am 15. November 2024 und wurde in allen SmackDown-Folgen ausgetragen und endete beim Saturday Night's Main Event am 14. Dezember 2024.
| Runde 1 SmackDown 15. November – 6. Dezember 2024              | Halbfinale SmackDown 13. Dezember 2024   | Finale Saturday Night’s Main Event 14. Dezember 2024 |
| -------------------------------------------------------------- | ---------------------------------------- | ---------------------------------------------------- |
| Bayley bes. Candice LeRae & B-Fab per Pinfall                  | Chelsea Green bes. Bayley per Pinfall    | Chelsea Green bes. Michin per Pinfall                |
| Chelsea Green bes. Bianca Belair & Blair Davenport per Pinfall | Chelsea Green bes. Bayley per Pinfall    | Chelsea Green bes. Michin per Pinfall                |
| Michin bes. Lash Legend & Piper Niven per Pinfall              | Michin bes. Tiffany Stratton per Pinfall | Chelsea Green bes. Michin per Pinfall                |
| Tiffany Stratton bes. Naomi & Elektra Lopez per Pinfall        | Michin bes. Tiffany Stratton per Pinfall | Chelsea Green bes. Michin per Pinfall                |

## Titel-Design
Das Titel-Design ist identisch mit der Herrenversion, aber wie alle Damentitel in der WWE ist er kleiner und hat einen weißen Riemen und über den Worten „United States“ befindet sich ein kleiner Text mit der Aufschrift „Women's“. Wie alle anderen WWE-Titelgürtel verfügen die beiden Seitenplatten über einen abnehmbaren Mittelteil, der mit den Logos des Champions individuell gestaltet werden kann; Die standardmäßigen Seitenplatten sind mit einem WWE-Logo über einer roten Weltkugel versehen.

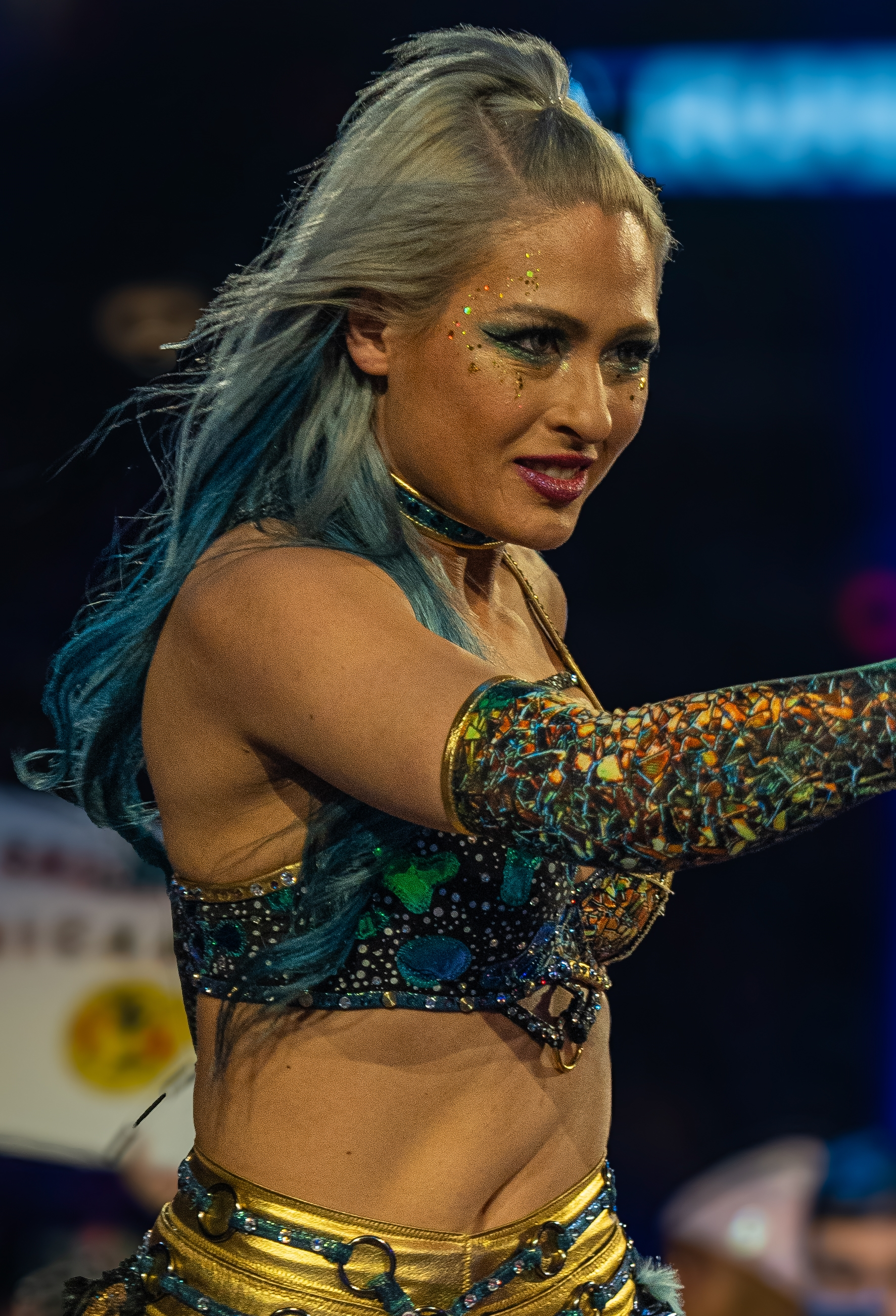
Die aktuelle Titelträgerin Giulia (2025)

## Liste der Titelträger
| # | Titelträger   | Nr. | Tage | Datum             | Ort                   | Veranstaltung               | Anmerkung                                                         |
| - | ------------- | --- | ---- | ----------------- | --------------------- | --------------------------- | ----------------------------------------------------------------- |
| 1 | Chelsea Green | 1   | 131  | 14. Dezember 2024 | Long Island, New York | Saturday Night’s Main Event | Besiegte Michin im Turnierfinale und war die erste Titelträgerin. |
| 2 | Zelina Vega   | 1   | 62   | 25. April 2025    | Fort Worth, Texas     | SmackDown                   |                                                                   |
| 3 | Giulia        | 1   | 50+  | 27. Juni 2025     | Riad, Saudi-Arabien   | SmackDown                   |                                                                   |

## Regentschaften – absolut
| # | Titelträger   | Nr. | Tage |
| - | ------------- | --- | ---- |
| 1 | Chelsea Green | 1   | 131  |
| 2 | Zelina Vega   | 1   | 62   |
| 3 | Giulia        | 1   | 50+  |